# Jan de Greef

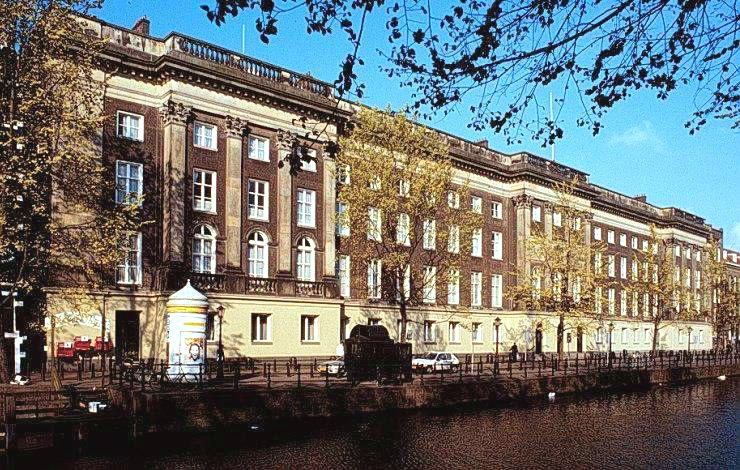
De voorgevel van het Paleis van Justitie aan de Prinsengracht in Amsterdam (verbouwd 1825-1829)

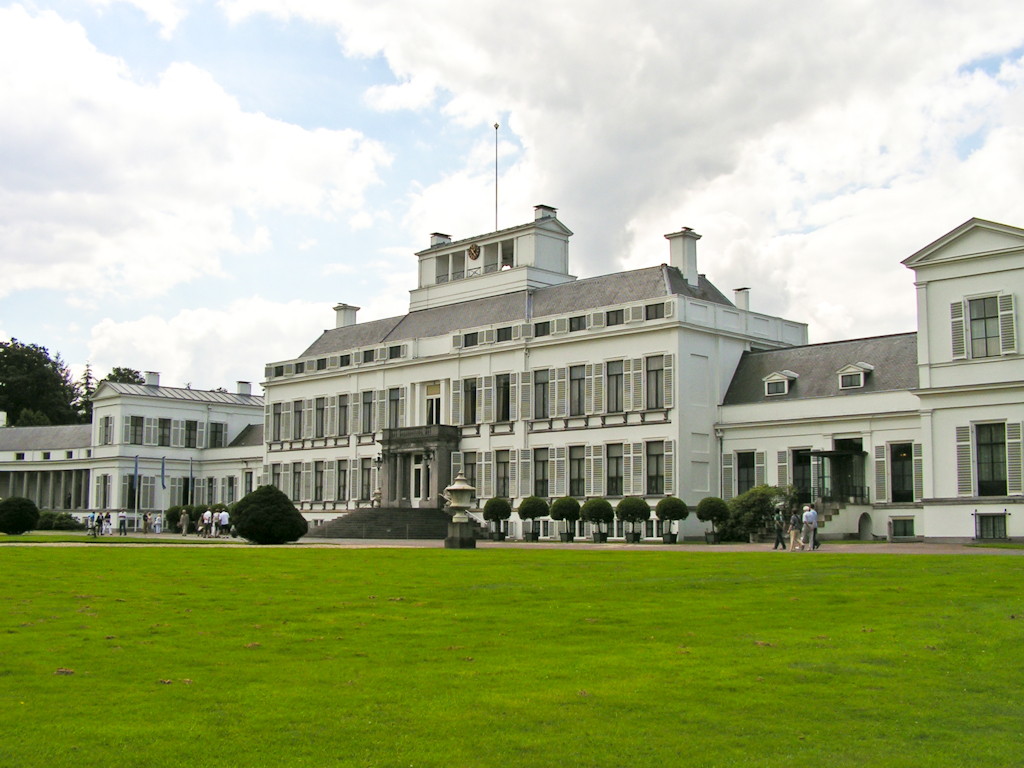
De voorzijde van Paleis Soestdijk (verbouwd en met zijvleugels vergroot door De Greef in 1815-1821)

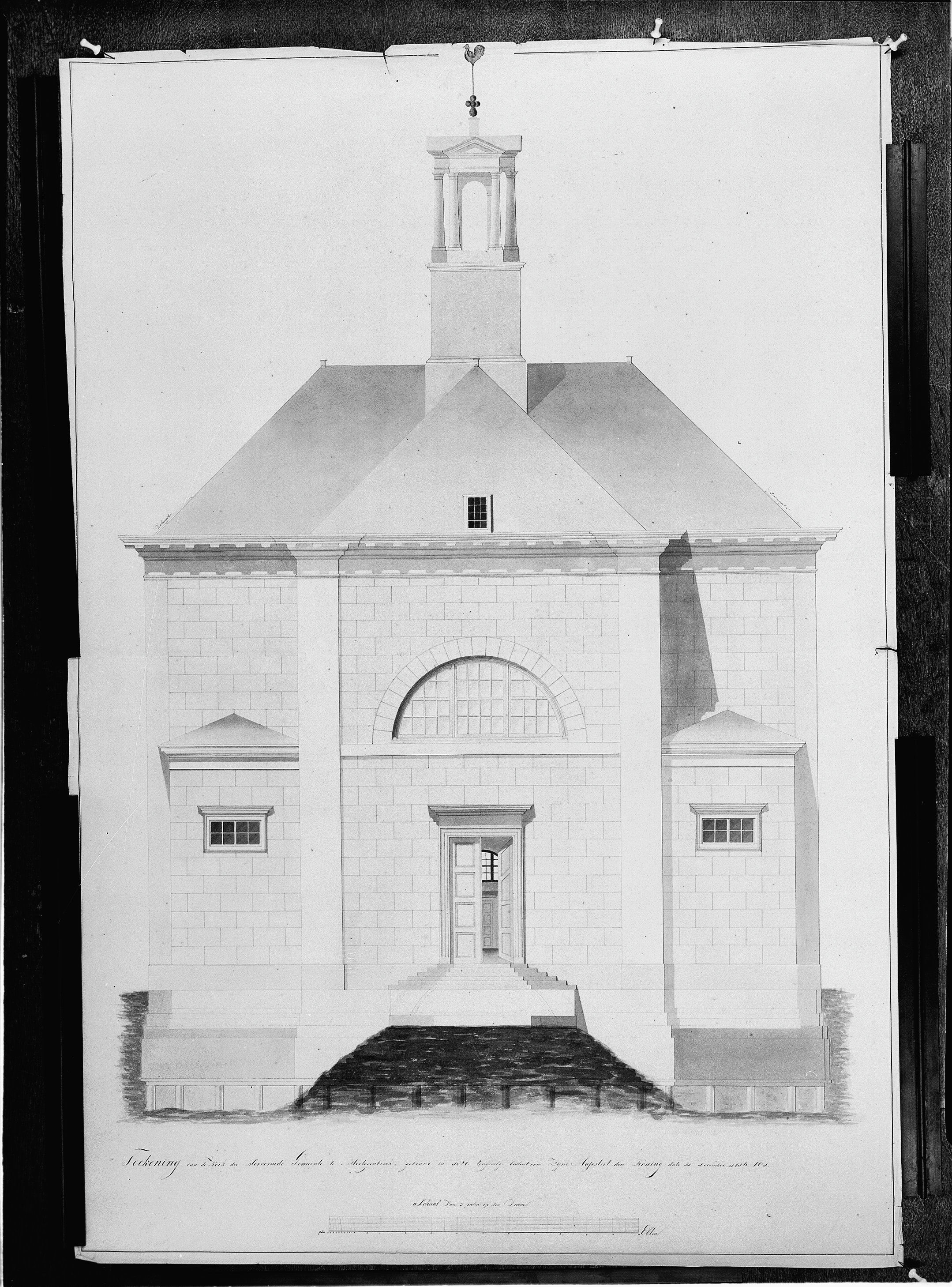
Ontwerp van Jan de Greef voor de Grote Kerk in 's-Hertogenbosch, uitgevoerd 1818-1821

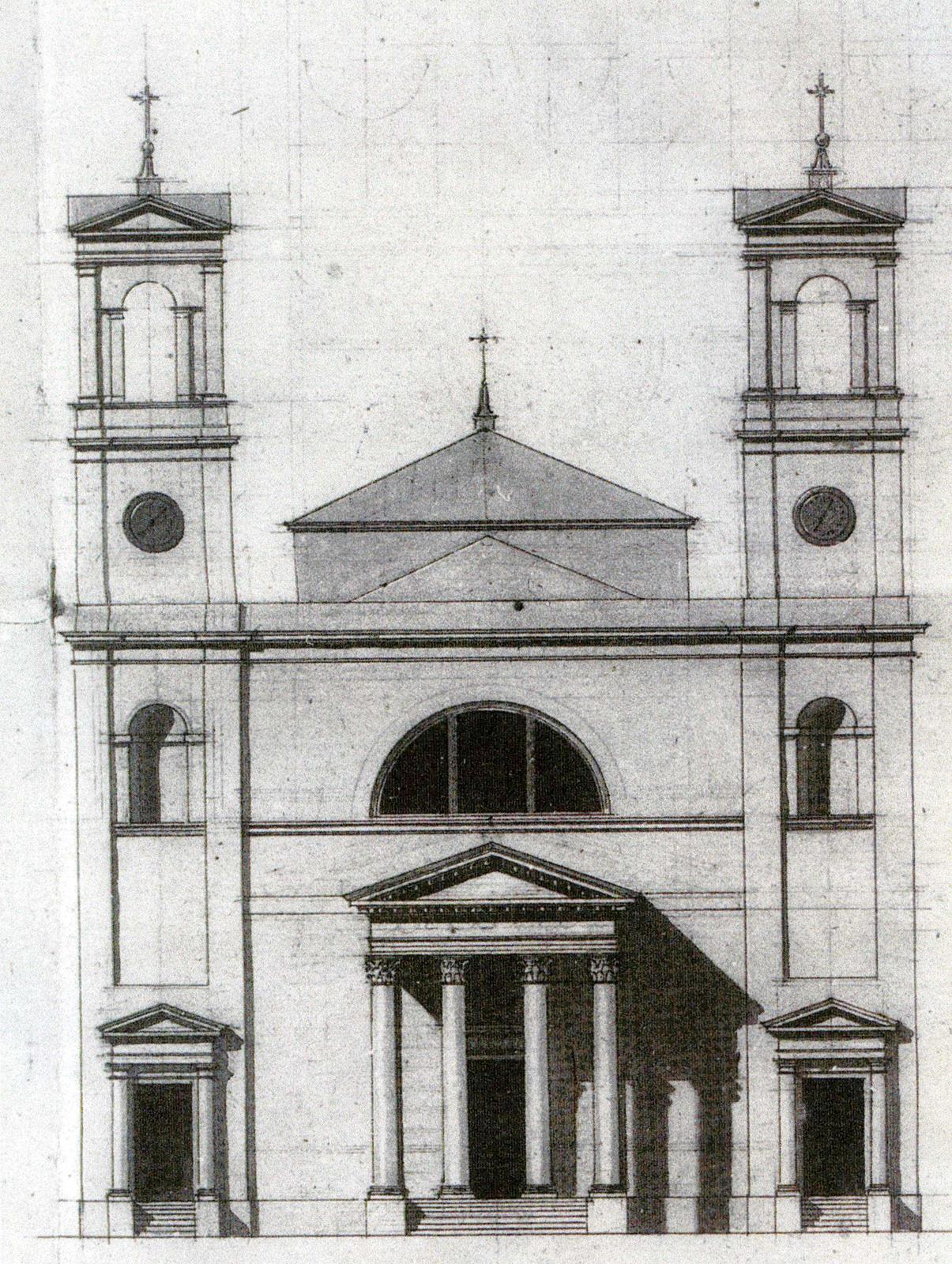
Onuitgevoerd ontwerp van Jan de Greef voor een kathedraal op de Nieuwmarkt in Amsterdam (ca.1828). Geprojecteerde voorgevel naar de Kloveniersburgwal

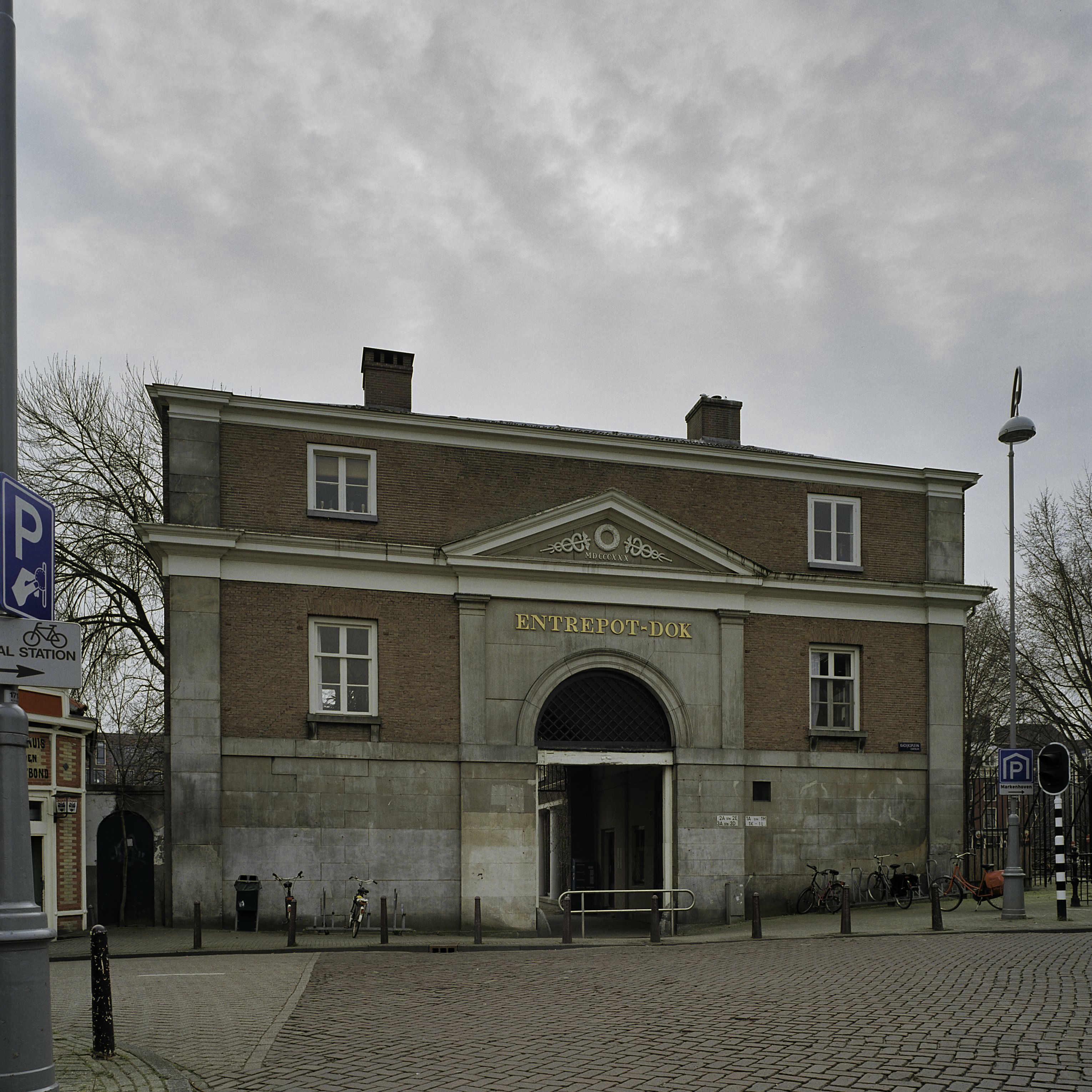
Poort van het Entrepotdok in Amsterdam (opgetrokken bij de verbouwing van 1828-1830 door Jan de Greef)

Jan de Greef (Dordrecht, gedoopt 4 juli 1784 - Amsterdam, 2 december 1834) was een Nederlands architect. 

## Opleiding
De Greef was de zoon van de timmerman en houthandelaar Bastiaan de Greef (1758-1837) en Johanna van Dalen (1757-1836). Op 5 maart 1817 huwde hij met Maria van Volkom (1788-1871). Hij kwam met de bouwkunst in aanraking via zijn oom, de eveneens in Dordrecht woonachtige bouwmeester-timmerman Jacobus van Dalen, die samen met zijn zwager een timmerbedrijf had onder de naam Firma van Dalen en de Greef. Daarnaast volgde Jan de Greef lessen bij zijn achterneef, de kunstschilder Martinus Schouman. Vanaf 1798 volgde hij de avondopleiding bouwkundig tekenen aan het Dordtse tekengenootschap Pictura, gegeven door zijn oom, die hij in 1805 voor de duur van een jaar als docent opvolgde, om vervolgens kortstondig landmeter te worden.
Samen met Zeger Reyers en (een jaar later) Jan David Zocher werd hij in 1808 door de directeur-generaal van het departement voor Kunsten en Wetenschappen, Johan Meerman, uitverkoren om als 'pensionnaire' van koning Lodewijk Napoleon in het buitenland zijn opleiding als architect voort te zetten. Zo was hij eerst vanaf mei 1808 in Parijs onder de hoede van Charles Percier, hofarchitect van Napoleon, werkzaam in het atelier van diens leerling Hippolyte Lebas, en studeerde hij vervolgens van juli 1811 tot augustus 1812 in Rome aan de Académie de France in de Villa Medici. Daardoor deed hij een voor Nederlandse architecten uit die tijd ongebruikelijk grondige kennis van de klassieke architectuur op.

## Werkzaamheden voor het Rijk
Na zijn terugkeer naar Nederland was De Greef eerst als opzichter bij het Zeewezen in Rotterdam en vervolgens als opzichter bij Waterstaat werkzaam. Daarna bekleedde hij tussen 1816 en 1820 de post van 'architect des konings paleizen'. In deze functie ontwierp hij onder meer in het kader van de inrichting van Paleis Noordeinde tot belangrijkste koninklijk paleis (1814-1817) het interieur van de grote balzaal en de achtervestibule.. Tussen 1817 en 1820 verbouwde hij in de residentie samen met Adriaan Noordendorp Paleis Kneuterdijk voor de kroonprins, de latere koning Willem II.
Samen met Reyers was De Greef voorts verantwoordelijk voor de grootschalige verbouwing van Paleis Soestdijk (1815-1821), eveneens voor de kroonprins. Daarbij werd het al bestaande middengedeelte uitwendig witgepleisterd en met twee lange gebogen vleugels uitgebreid. Inwendig werd bij deze gelegenheid ook de grote zaal grondig verbouwd.
In 1818 kreeg De Greef de opdracht voor het ontwerpen van de nieuwe protestantse Grote Kerk in 's-Hertogenbosch, waarvan de bouw noodzakelijk was geworden door de afstand van de Sint-Jan aan de katholieken in 1810. Het is het enige door hem gerealiseerde kerkgebouw.
Van 1818 tot 1820 was De Greef tevens architectuurdocent aan de Koninklijke Artillerie- en Genieschool in Delft. In 1819 werd De Greef bestuurslid van de door Johannes van Straaten opgerichte Maatschappij tot Aanmoediging der Bouwkunde. In 1820 werd hij lid van de sectie bouwkunde van de Vierde Klasse van het Koninklijk-Nederlandsche Instituut von Wetenschappen, Letteren en Schoone Kunsten in Amsterdam, wat hij tot zijn dood zou blijven.

## Stadsarchitect van Amsterdam
Op 31 mei 1820 volgde De Greef Abraham van der Hart na diens overlijden op als stadsarchitect in dienst van het 'stads-fabriekambt' van Amsterdam. Als zodanig woonde hij met zijn gezin aan de Timmertuin van de stad, en werd hij belast met de verbouwing van het voormalige Aalmoezeniersweeshuis aan de Prinsengracht tot Paleis van Justitie (1825-1829) en de herinrichting van het Entrepotdok, waar naar zijn ontwerp o.m. een nieuw poortgebouw verrees (1828-1830). In 1822 nam hij samen met Tieleman Franciscus Suys zitting in de jury van de door Van Straaten gewonnen prijsvraag voor de herbouw van de uitgebrande Ronde Lutherse Kerk, om vervolgens zelf samen van 1823 tot 1826 de herbouw ter hand te nemen.
Rond 1828 ontwierp De Greef, in het kader van het in 1827 per concordaat met de Heilige Stoel overeengekomen herstel van de bisschoppelijke hiërarchie in Nederland, een op de Nieuwmarkt in Amsterdam te bouwen kathedraal. Het plan bleef als gevolg van de Belgische Revolutie, die ook het geplande bisdom Amsterdam op losse schroeven zette, onuitgevoerd, maar diende wel na het overlijden van De Greef als inspiratiebron voor de door Suys ontworpen Mozes en Aäronkerk aan het Waterlooplein.
Na de zelfgekozen dood van Jan van Speijk in de haven van Antwerpen (1831) ontwierp De Greef voor Amsterdam zowel diens grafmonument in de Nieuwe Kerk als de gedenksteen in het Burgerweeshuis in de Kalverstraat waar hij was opgegroeid.
Later werd naar De Greef in Amsterdam de Jan de Greefstraat vernoemd. Zijn zoon, Bastiaan de Greef, later ook stadsarchitect van Amsterdam, noemde zich uit eerbied voor zijn vader Bastiaan de Greef Janszoon. 

## Gerealiseerde bouwwerken
- Paleis Noordeinde in Den Haag (grondige verbouwing, waaronder grote balzaal en achtervestibule) (1814-1817)
- Paleis Soestdijk bij Baarn (verbouwing en vergroting met zijvleugels) (1815-1821)
- Paleis Kneuterdijk in Den Haag (verbouwing) (1817-1820)
- Rijksmuseum van Oudheden in Leiden (verbouwing) (1818-1819)
- Grote Kerk in 's-Hertogenbosch (1818-1821)
- Ronde Lutherse kerk in Amsterdam (herbouw na brand)(1823-1826)
- Paleis van Justitie in Amsterdam (grondige verbouwing)(1825-1829)
- Entrepotdok (poortgebouw en pakhuizen)(1828-1830)